# حاجي محمد شمكاني
حاجي محمد شمكاني (1919–2012) هو سياسي أفغاني،شغل منصب رئيس هيئة رئاسة المجلس الثوري من 24 نوفمبر 1986 حتى 30 سبتمبر 1987،ولاحقًا شغل منصب رئيس أفغانستان بصفة مؤقتة ، حيث وصل إلى المنصب بعد استقالة ببرك كارمل،واستمر في المنصب حتى تم انتخاب محمد نجيب الله رئيسًا للبلاد في 30 سبتمبر 1987.